# سان چیپریانو پیچنتینو
سان چیپریانو پیچنتینو (به ایتالیایی: San Cipriano Picentino) یک کومونه در ایتالیا است که در استان سالرنو واقع شده‌است. سان چیپریانو پیچنتینو ۱۷ کیلومتر مربع مساحت و ۶٬۷۱۶ نفر جمعیت دارد.